# Lijst van voetbalinterlands San Marino - Slowakije
Deze lijst van voetbalinterlands is een overzicht van alle officiële voetbalwedstrijden tussen de nationale teams van San Marino en Slowakije. De landen speelden tot op heden vijf keer tegen elkaar. De eerste ontmoeting, een kwalificatiewedstrijd voor het Europees kampioenschap voetbal 2008, werd gespeeld in Dubnica nad Váhom op 13 oktober 2007. Het laatste duel, een vriendschappelijke wedstrijd, vond plaats op 5 juni 2024 in Wiener Neustadt (Oostenrijk).

## Wedstrijden
| № | Plaats            | Datum            | Competitie           | Wedstrijd              | Uitslag |
| - | ----------------- | ---------------- | -------------------- | ---------------------- | ------- |
| 1 | Dubnica nad Váhom | 13 oktober 2007  | EK 2008 kwalificatie | Slowakije – San Marino | 7 – 0   |
| 2 | Serravalle        | 21 november 2007 | EK 2008 kwalificatie | San Marino – Slowakije | 0 – 5   |
| 3 | Serravalle        | 11 oktober 2008  | WK 2010 kwalificatie | San Marino – Slowakije | 1 – 3   |
| 4 | Bratislava        | 6 juni 2009      | WK 2010 kwalificatie | Slowakije – San Marino | 7 – 0   |
| 5 | Wiener Neustadt   | 5 juni 2024      | Vriendschappelijk    | Slowakije − San Marino | 4 − 0   |

## Samenvatting
| Competitie        | Totaal gespeeld | Winst San Marino | Gelijk | Winst Slowakije | Doelsaldo San Marino – Slowakije |
| ----------------- | --------------- | ---------------- | ------ | --------------- | -------------------------------- |
| WK-kwalificatie   | 2               | 0                | 0      | 2               | 1 − 10                           |
| EK-kwalificatie   | 2               | 0                | 0      | 2               | 0 − 12                           |
| Vriendschappelijk | 1               | 0                | 0      | 1               | 0 − 4                            |
| Totaal            | 5               | 0                | 0      | 5               | 1 − 26                           |

## Details

### Eerste ontmoeting
| Slowakije | 7 – 0 | San Marino |
| Marek Hamšík 25' Stanislav Šesták 32' Marek Sapara 37' Martin Škrtel 52' Filip Hološko 54' Stanislav Šesták 57' Ján Ďurica 76' (pen.) | goals |            |

### Tweede ontmoeting
| San Marino | 0 – 5 | Slowakije                                                                             |
|            | goals | 42' Ľubomír Michalík 51' Filip Hološko 53' Marek Hamšík 57' Marek Čech 83' Marek Čech |

### Derde ontmoeting
| San Marino     | 1 – 3 | Slowakije                                              |
| Andy Selva 45' | goals | 32' Stanislav Šesták 39' Ján Kozák 50' Miroslav Karhan |

### Vierde ontmoeting
| Slowakije | 7 – 0 | San Marino |
| Marek Čech 3' Peter Pekarík 12' Marek Čech 32' Miroslav Stoch 35' Ján Kozák 42' Martin Jakubko 63' Ľuboš Hanzel 68' | goals |            |

FSGC · A-internationals · Bondscoaches · Statistieken · San Marino U21 · San Marino U19 · San Marino U18 · San Marino U17 · San Marino U16
1986 – 1989 · 1990 – 1999 · 2000 – 2009 · 2010 – 2019 · 2020 – 2029
2000 · 2001 · 2002 · 2003 · 2004 · 2005 · 2006 · 
Albanië · 
Andorra ·
Azerbeidzjan ·
België · 
Bosnië en Herzegovina · 
Bulgarije ·
Canada ·
Cyprus ·
Denemarken ·
Duitsland · 
Engeland · 
Estland · 
Faeröer · 
Finland · 
Gibraltar · 
Griekenland · 
Hongarije · 
Ierland · 
IJsland ·
Israël · 
Italië · 
Kaapverdië ·
Kazachstan ·
Kosovo ·
Kroatië · 
Letland · 
Libanon · 
Liechtenstein · 
Litouwen · 
Luxemburg ·
Malta ·
Moldavië ·
Montenegro ·
Nederland · 
Noord-Ierland · 
Noorwegen ·
Oekraïne ·
Oostenrijk · 
Polen · 
Roemenië · 
Rusland · 
Saint Kitts en Nevis ·
Saint Lucia ·
Schotland · 
Servië en Montenegro · 
Seychellen ·
Slovenië · 
Slowakije · 
Spanje · 
Syrië ·
Tsjechië · 
Turkije · 
Wales · 
Wit-Rusland · 
Zweden · 
Zwitserland
Nederland (2011)
SFZ · A-internationals · Bondscoaches · Statistieken · Slowaaks vrouwenelftal · Olympisch elftal · Slowakije U21 · Slowakije U20 · Slowakije U19 · Slowakije U18 · Slowakije U17 · Slowakije U16
1939 – 1944 · 1992 – 1999 · 2000 – 2009 · 2010 – 2019 · 2020 − 2029
EK's: 2016 · 2020 · 2024
WK's: 2010
OS: 2000
1939 · 1940 · 1941 · 1942 · 1943 · 1944 · 1945–1991 · 1992 · 1993 · 1994 · 1995 · 1996 · 1997 · 1998 · 1999 · 2000 · 2001 · 2002 · 2003 · 2004 · 2005 · 2006 · 2007 · 2008 · 2009 · 2010 · 2011 · 2012 · 2013 · 2014 · 2015 · 2016 · 2017 · 2018 · 2019 · 2020 · 2021
Algerije · 
Andorra · 
Argentinië ·
Armenië · 
Australië · 
Azerbeidzjan · 
België · 
Bolivia · 
Bosnië en Herzegovina · 
Brazilië · 
Bulgarije · 
Chili · 
Colombia · 
Costa Rica · 
Cyprus · 
Denemarken · 
Duitsland · 
Egypte · 
Engeland · 
Estland · 
Faeröer · 
 Finland · 
Frankrijk · 
Georgië · 
Gibraltar · 
Griekenland · 
Guatemala · 
Hongarije · 
Ierland · 
IJsland · 
Iran · 
Israël · 
Italië · 
Japan · 
Joegoslavië · 
Jordanië · 
Kameroen · 
Kazachstan ·
Koeweit ·
Kroatië · 
Letland · 
Libanon ·
Liechtenstein · 
Litouwen ·
Luxemburg · 
Malta · 
Marokko · 
Mexico ·
Moldavië · 
Montenegro ·
Nederland · 
Nieuw-Zeeland · 
Noord-Ierland ·
Noord-Macedonië ·
Noorwegen ·
Oeganda · 
Oekraïne · 
Oezbekistan · 
Oostenrijk · 
Paraguay · 
Peru · 
Polen · 
Portugal · 
Roemenië · 
Rusland · 
San Marino · 
Saoedi-Arabië · 
Schotland · 
Servië en Montenegro ·
Slovenië · 
Spanje · 
Thailand · 
Tsjechië · 
Turkije · 
Verenigde Arabische Emiraten · 
Verenigde Staten · 
Wales · 
Wit-Rusland · 
Zuid-Korea · 
Zweden · 
Zwitserland
Engeland (2016) ·
Nieuw-Zeeland (2010) · 
Polen (2021) · 
Rusland (2016) · 
Spanje (2021) · 
Wales (2016) · 
Zweden (2021)